# Magnus Bernhard Swederus
Magnus Bernhard Swederus, född den 27 april 1840 i Fellingsbro, Örebro län, död den 22 december 1911 i Uppsala, var en svensk naturvetenskapsman och historiker. Han var  sonson till Nils Samuel Swederus.
Swederus blev student vid Uppsala universitet 1860, filosofie doktor 1877, var en tid extra ordinarie amanuens vid universitetsbiblioteket och blev 1884 adjunkt i naturalhistoria, historia och modersmålet vid katedralskolan. Han lämnade i sina skrifter flera originella bidrag till naturvetenskapens historia och äldre tiders kulturhistoria, exempelvis Botaniska trädgården i Uppsala 1655-1807 (1877, akademisk avhandling), Olof Rudbeck d. ä., hufvudsakligen betraktad i sin verksamhet som naturforskare (1878), Svensk hortikultur i forna dagar (1880-1882), Naturvetenskapernas studium vid Sveriges gymnasier och skolor under äldre tider (samma år), Boklådorna i Uppsala 1616-1907 (1907) och två historiska redogörelser för Västmanlands-Dala nation i Uppsala (1868 och 1877, 
den senare tillsammans med Gustaf Eneström).